# リーガル・ハイ
『リーガル・ハイ』（英語: LEGAL HIGH）は、日本の連続ドラマ・単発ドラマ。古沢良太脚本によるオリジナル作品。第2期以降の正式タイトルは「・」が入らない『リーガルハイ』。2012年からフジテレビ系で放送された。
訴訟で一度も負けたことがない堺雅人演じる敏腕弁護士・古美門研介（こみかど けんすけ）と、新垣結衣演じる真面目で正義感の強い新米弁護士・黛真知子（まゆずみ まちこ）の2人が繰り広げるコメディタッチの法廷ドラマで、2019年には韓国でリメイクされた。
キャッチコピーは、「愛も、法も、嘘が好き❤︎」（第1期）「愛に抱かれ、法に濡れる❤︎」（第2期）「『正論』は、『スキャンダル』には勝てない」（スペシャル2）。

## シリーズ
- 第1期 「リーガル・ハイ」 （2012年4月17日 - 6月26日 21:00 - 21:54〔火曜21時枠〕、全11回）
- スペシャル（第1弾） 「リーガル・ハイ」（2013年4月13日 21:00 - 23:10〔土曜プレミアム〕）[2]
- 第2期 「リーガルハイ」（2013年10月9日 - 12月18日 22:00 - 22:54〔水曜22時枠〕、全10回）[3][4]
- スペシャル（第2弾） 「リーガルハイ」（2014年11月22日 21:00 - 23:10〔土曜プレミアム〕）[5]

## あらすじ

### 第1期あらすじ
弱者救済の使命に燃える新米弁護士・黛真知子。黛は初めての担当裁判で、殺人の嫌疑をかけられ自白を強要されたという青年の弁護を担当していたが、敗訴。上司・三木長一郎からは担当を外れるように促されるも、諦めきれない黛は控訴に奔走する。そこへ三木の秘書である沢地君江が黛に声をかけ、「力になるかもしれない」と、連戦連勝だというある弁護士を紹介される。
しかし黛がそこで出会ったのは、偏屈で毒舌、気分屋で自己中心的、あげくに「正義は金で買える！」と豪語する人格破綻者の弁護士、古美門研介であった。古美門はかつては三木法律事務所に在籍していたが、ある切実な出来事により三木と袂を分かち独立。持ち前の腕前を発揮し、裁判では無敗記録を続けている敏腕弁護士だったのだ。現在は、大手企業からの高額な顧問弁護料と投資の成功でリッチな暮らしを手に入れ、つまらない依頼は法外な弁護料をふっかけて追い返すという悠々自適な生活を送っていた。
あまりにもかみ合わない性格に黛は激怒するも、沢地に説得され、吹っかけられた弁護士費用3000万円を本当に用意して古美門の度肝を抜く。結局引き受けることにした古美門は、黛とタッグを組みながら持ち前の敏腕ぶりを発揮。あっという間に世論を操作し人権団体を焚きつけ、あげくに目撃証言をもひっくり返し一気に形勢を逆転。見事控訴審にまで持ち込む。
しかし、これは三木が用意した罠だった……。

### 第2期あらすじ
黛真知子は、巷を騒がさせていた「連続保険金殺人事件」の被告の弁護の依頼を受けてきた。被告である安藤貴和は結婚を前提に付き合う男性たちを保険金目的で殺していた「世紀の悪女」と言われて世間で叩かれ、証拠も揃っていて控訴審でも死刑判決は確実であったが、古美門はあえて控訴審の弁護を引き受けることとなった。
いつもの戦術で裁判は有利に進んだかに思われたが、被告人質問で貴和が改めて「殺人」を法廷の場で認めてしまう。結果、控訴審は棄却となり、貴和の死刑判決は確定となった。それは、無敗の敏腕弁護士・古美門研介の、弁護士人生初の敗北でもあった。金と名誉をこよなく愛する古美門研介が、貴和の死刑判決を覆すことで名誉の回復を果たすことを軸に、第2期の物語は展開する。

## 登場人物

### 主人公

#### 古美門研介（こみかど けんすけ）
年齢 - 〈38 → 39〉
演 - 堺雅人（幼少期：坂口湧久）
本作の主人公。弁護士。鹿児島県出身。自宅の豪邸が事務所を兼ねており、過去の判例で手に入れた多額の収入により悠々自適の生活を送っていたが、第1期第1話で得意先だったクライアントに見放され資金難に陥った事から、やむを得ず黛を雇用し「金になる訴訟」を求めて法曹界に舞い戻った。バツイチ。ワインと葉巻（吸い方を知らない為、いつも火は付けていない）を愛好。「判例に頼るな、判例を作れ!」が信条。
偏屈な性格で口が極めて悪い。しかもかなりの気分屋な上にスケベで、おまけに悪知恵がよく働き狡猾、浪費家であるなど、とにかく人間性が最悪。物事が自分の思い通りに行かないと子供のように喚いたり、自身に危険が及ぶと萎縮してしまったり、実はバツイチで元嫁と対峙するとお腹を下してしまうなど、ヘタレ。猫舌でもある。ひそかにベストジーニスト賞を狙っていたが羽生に先取りされた。
検事の父・清蔵（後述）を持つ。小さいころからこのような性格だった研介は、父によく注意され、互いに反発し合っていた。研介はこの確執が原因で家を出て三流大学で遊びほうけていたが、後に司法試験に一発合格して弁護士になった。服部のサポートによる贅沢な暮らしにすっかり慣れきっているため、田舎に泊り込んだり留置場に留め置かれたりするとあっという間に憔悴してしまう。髪型については8:2分けというものであり、起床時には乱れている髪を服部にセットしてもらっている。
弁護方針
正義感や被疑者の人権や温情や和解等というものに価値はない、という考えで、自分たち弁護士は神ではないのだから、真実が何か知ることなど出来るはずもなく、情を完璧に捨て、依頼を完遂し勝つ事に専念すべきという信念を持ち、重視するのは多額の報酬や、敵対する検察・弁護士を徹底的に叩きのめすことである。徹底して勝ちにこだわる その生き方について、「窮屈である」「臆病だからである」などの指摘も受けており、本人も否定はしていない。
裁判に勝つためにほとんど犯罪まがいのことも平然と行うが、口八丁手八丁で相手がぐうの音も出ないほどに理屈を並べ、完膚なきまでに論破するなど弁護士として腕は確かで、訴訟の勝率100%という不敗の記録は未だ破られていない。社会正義や人権などといったものに価値は見出さず、ただひたすら訴訟に“勝利する”事を最重視する。このように弁護士として凄腕ではあるが、自らの実力に自信があるあまり態度が非常に傲慢で、弁護料も法外であることから、業界内での評判はすこぶる悪い。
離婚裁判とハイパーメディアクリエイター案件はいくら金をもらっても引き受けないと公言している（ただし、離婚裁判に関しては2回程引き受けている。1度目は黛の教育の為。2度目は相手の弁護士が羽生だと分かったから）。また依頼人が人間的・倫理的・社会的に欠落した部分のある人間であったとしても、それを承知の上で客観的に見て接しているが、時には鋭い皮肉や、逆に陶冶するような言葉を（自分のことは棚にあげて）かけることもある。
性格や言動
一見紳士然としているが、テンションが上がると奇天烈かつ早口になり、服部など一部の人物を除き他人に対して容赦のない流暢な毒舌を（特に黛に対して）浴びせる。理屈・屁理屈を駆使して相手がぐうの音も出ないほど論破する性質を持っている。
また、他の弁護士と比べて机に足を乗せるなど好き勝手すぎて裁判所のモラルや秩序を守っておらず、時にはブロードウェイの様に法廷を歩き回ったりしている（ただし、別府が担当裁判長の時〈スペシャル編・第2期第4、8話〉に限り、「他の裁判官は許容しましたが、私は一切認めません」と言われてもいつも通り好き勝手したために監置されたり退廷を命じられたり廊下に立たされたりした）。
各話のクライマックスにおいては、まれに普段のエキセントリックな態度を押し殺し、社会の真理や人のあるべき姿について熱く説いたり、軽佻浮薄な"民意"に対して憤りを示すこともある（本心なのか戦術なのかは不明）。
事務所内の同僚や自らに対峙する者等に渾名を付けることを常としている（例：黛→朝ドラ・ポンコツ・ガニ股・オタマジャクシ・提灯パンツ等、蘭丸→草の者、羽生→ゆとりの国の王子・Mr Win-Win、醍醐→シベリアの死神、など）。一人称はほとんど「私」だが、窮地に立たされた場合等では「僕」に変わる。
その他
運転免許もないのにフェラーリとポルシェなどのスポーツカーを所有するほか、クルーザーやヘリコプターなど使いもしない乗り物や、一向に上達しないヴァイオリン、ルールも知らないチェスの高級セット、ろくに行きもしないスポーツジムの会員になっているなど、甚だしい無駄遣いを多くしている。服部と黛は、この「無駄遣い」が（得意先を失った後の）古美門法律事務所の経営が苦しくなっている原因と考えているが、売却等をする気は全く無い模様である。第2期5話ではガルフストリーム IVのプライベートジェット機を予約し、最終話においては潜水艦の購入を検討していた。

#### 黛真知子（まゆずみ まちこ）
年齢 - 〈25 → 27〉
演 - 新垣結衣（幼少期：畠山紬〈第2期第5話〉）
本作のヒロイン。神奈川県横浜市青葉区出身、サラリーマン家庭の長女。血液型B型。お茶の水女子大学附属小学校、お茶の水女子大学附属中学校から共学の都立高校を経て、早稲田大学法学部卒業。三木法律事務所を退所し、古美門法律事務所に移籍する。古美門事務所には、最初は自分の信じるべきものを探すために入ったが、古美門に打ち勝つという明確な目標を後に見出し古美門の下で働き続けることになる。
なお、劇中では第2期終了までの間に古美門法律事務所を3度退所している。第1期の10話で「次に会うときは古美門先生を倒す。」と言い残し一度目の退所。第2期第1話で古美門から裏切り行為をしたと見做され、二度目の退所（しかし同話のラストで復帰）。第2期第6話のエピローグで古美門の愛のムチにより三度目の退所となり、その後羽生が所属するNEXUSへ移籍するが、第2期最終話のエンドクレジット後にNEXUSの規模縮小に伴い古美門法律事務所へ戻った。ちなみに第1期第1話で依頼人のために立替えた弁護料3000万円は未だ古美門に返済できていない。
古美門と時に喧嘩しつつも右腕として弁護活動を行い、少なからず古美門のサポートを行っている。古美門法律事務所の事務職・秘書的役割も服部と共に担う。六法全書を丸暗記しているほどの勤勉家。困っている人を見過ごせない性格で、いつも依頼人を思いやる気持ちに基づき弁護士活動を進める。
古美門との関係
古美門との間に男女としての恋愛感情・意識は双方共にほとんどなく、上司と部下（相棒）という関係性が色濃い。融通の利かない正義感と古美門と正反対の弁護士スタイルから、古美門の主張と対立することが多い。その正義感を古美門から「自分勝手な上から目線の正義感」と論破され、「朝ドラのヒロイン」と揶揄されている。
そういったことや空気を読まない性格から、本人は自覚がないようだが、中学時代はいじめを受けており、友達もいない。しかし、どんな形であれ依頼人の勝利を獲得すべく邁進する古美門の姿から影響を受け、やがては自分の手で「古美門を倒す」ことが最大の目標となっていく。
経験を重ねるにつれ古美門の思考回路を良く理解し、指示を受けるより前に先回りし忖度して彼にならった行動を起こせるほどになり、2014年版スペシャルの時など間接的に古美門の無敗記録を支える結果を繋げるようにもなる。第2期9話では裁判で古美門から間接的に評価され、最終話でも服部が古美門の父・清蔵に連絡した際「ご子息を倒すのは黛以外にはいない」と評価された。
酒癖と博才
酒癖はものすごく悪く、酔うと古美門を「コミ」呼ばわりしたり、「聞きたいかって聞いてんだよ!」「教えてください、だろ?」などと暴言を吐き、古美門に「黛先生、お願いします」とまで言わせるなど、普段とは正反対の姿を見せる。
博才があり、スペシャルドラマでは、フランスのカジノにおいて服部のアドバイスの下、バカラで一晩で15万3,600ユーロ を稼いだり、パチンコでハンドルを握った瞬間に大当たりし、大勝している。
その他
古美門からは「朝ドラ」「ガニ股」「ポンコツ」「無能」「オタマジャクシ」「超合金」など罵詈雑言を日常的に浴びせられるが、何度馬鹿にされてもめげない精神力を持つ。また古美門とは対照的に力持ちであり、古美門の体を持ち上げる、10本の太い枝を両手で軽々とへし折る、大人二人を扉ごと弾き飛ばすなど怪力の持ち主。非常に音痴だが、本人には全く自覚がない。
女性的魅力については「ガニ股」「絶望的に色気がない」「ペッタンコ」「提灯パンツ」など否定的な言葉を受けることが多い。しかし、面食いで女性の顔に点数を付ける高校時代の同級生、熊井（後述）によれば「83点」と顔立ちに関しては高評価されている。

### 古美門法律事務所
事務所兼自宅住所は「〒111-0032 東京都台東区浅草8丁目53番地10号」の架空の住所となっている。
加賀蘭丸（かが らんまる）〈23〉
演 - 田口淳之介（当時KAT-TUN）
古美門のスパイとして活動する青年。「草の者」と呼ばれる古美門法律事務所の調査員。本職は売れない俳優で、演技は子役の安永メイから駄目出しされている。過去にある事件を起こして窮地に陥ったところを古美門に助けられたことから彼に金で雇われている。
裁判当事者の職場に従業員として潜入することから、時には不法侵入などまで、広くスパイ活動を行う。古美門も彼の仕事ぶりは毎回素直に褒めている。俳優の道に専念し勝負をかけるよう黛から説得され、古美門事務所を辞めたこともあるが、結局は古美門事務所に復帰し、俳優業への勝負にはまだ踏み切っていない。
安藤貴和を証言台に立たせ彼女と徳永さつきの関係を世間に公にするために、2年間服部から自分への給料が正当に支払われていなかったという偽装訴訟を起こす。
服部（はっとり）〈不詳〉
演 - 里見浩太朗
事務員。下の名は不明。「昔、○○をしておりました」と新たな過去がほぼ毎エピソード紹介される ほど、謎に満ちた過去とあらゆる分野に精通した知識・特技を多く持ち合わせる有能な人物。料理や子守唄まであらゆる面で古美門をサポートする他、古美門の身に危険が降りかかった際にはボディガード的な役割も務めており、古美門は窮地に立たされる度に（服部がその場にいる、いないに関わらず）「服部さ〜ん!」と彼の名を叫んで助けを求めるのが定番。そのため、誰彼構わず慇懃無礼な態度を取る古美門が唯一、丁重に接する人物である。その多才さに反し、自分のことを「何の取り柄もない」と謙遜し、特技について「たわいもない取り柄でございます」と毎回述べる。
法律に関してはあくまでも素人だが、彼の一言が事案解決を導くヒントになることも少なくない。
安藤貴和を証人として証言台に立ってもらうため蘭丸の給料を着服し、さらに彼女の愛人の1人だったという役を引き受けている。
古美門の父・清蔵には過去に助けられた恩があり、古美門の下に来たのも彼の計らいによるものであった。

### 三木法律事務所
三木長一郎（みき ちょういちろう）〈50〉
演 - 生瀬勝久
古美門を異常なまでに敵視する弁護士で、黛の元上司。中央大学法学部卒のヤメ検であり、検事時代は古美門清蔵を尊敬していた事からその息子である古美門を雇い、金のなる木という事もあって重宝していた。しかし、犯罪まがいの手法を平気で取る彼に次第に危機感を覚えていき、そして過去のある事件でついに彼を解雇した。
古美門の存在を脅威に感じているため、弁護士廃業に追い込むことを画策し、陰日向に暗躍するのだが、最後の詰めが甘く毎回失敗している。古美門に対する戦果が芳しくないことなどは、事実であっても周囲に口に出させないようにしており、沢地はそれを熟知して巧みに三木の機嫌を取っているが、井手は何度も正直に口に出してしまい恫喝されている。
本人は知ってか知らずか、自身が育てた部下である古美門が無敗の弁護士であることに誇りを持っている模様。弁護士人生初の敗北で激しく落ち込んでいた古美門を激励した後、海外クルーズ休暇に旅立つ。第2期最終話では羽生にすっかり感化され、古美門との確執をなかったことにさえしようとしたが、安藤貴和差し戻し裁判後に自身の法律事務所に訪れた古美門の余計なやりとりが要因となり、最終的に再び彼への憎悪を取り戻してしまった。
沢地君江（さわち きみえ）〈35〉
演 - 小池栄子
三木担当秘書。妖艶な美貌と高い知性を武器に相手を懐柔していく。蘭丸を難なく組み伏せるほどの格闘技能も持ち合わせている。男の喧嘩が好きだと語り、古美門と三木は対立関係にあることを望んでいる。古美門が弁護士人生初の敗北を喫した直後、海外クルーズ休暇に旅立つ三木と同行する。
後年、同作品スタッフの製作映画「エイプリルフールズ」では、沢地の同一人物と思われる「パンクの女」が登場するクロスオーバー的な演出が存在する。詳しくは後述。
井手孝雄（いで たかお）〈26〉
演 - 矢野聖人
三木のアシスタント弁護士。特に自らの信念はなく、ただ事務所の方針に従っている。
弁護士としての実力は確かなのだが、古美門にはまったく敵わず何度も煮え湯を飲まされており、失敗するたびに三木や沢地から罵倒されている。第1期最終話で、ついに三木から名前を忘れられてしまう。スペシャル版・第2期でも引き続き名前を忘れられており、名前を間違われるたびに「井手です!」と訂正している。
第2期第1話のラストでは三木から何とか名前を思い出してもらえて歓喜したが、第2期最終話にて再び忘れられた以外に、三木と沢地が海外クルーズ休暇に旅立ったのに対し彼だけは留守番させられる など不遇な扱いを受けている。
なお、スペシャル第2弾でも相変わらず名前を間違われているが、同話ラストでは三木がわざと名前を間違えて呼んでいると思われるような描写があり、このとき井手本人は名前を間違われても訂正しなかったことを、三木と沢地に突っ込まれた。

### NEXUS Law Firm
第2期における古美門のライバル法律事務所。古美門の事務所とは異なり、勝訴にはこだわらず丸く収めることを重視しており、評判も良く客が多い。
羽生晴樹（はにゅう はるき）〈25〉
演 - 岡田将生（第2期）
代表弁護士。元検事。慶應義塾大学法科大学院修了。趣味はフットサル。検事時代に職務経験制度で古美門法律事務所で弁護士実習を経験する。徳永光一郎毒殺事件をきっかけに理想とする法律家を目指すために検事を辞め、NEXUS法律事務所を設立した。「裁判は勝ち負けではなく、双方が幸せになること、Win-Win（ウィン-ウィン）を目指す」をモットーにしている。温和な物腰かつ天然の人たらし。皆が幸せになる社会を築くという彼の信念は、民衆は愚かなのでそれを自らが導くという、独善性の強いものであったが、古美門から人間の醜さを愛することを説かれて改心。自らを鍛え直すため武者修行へと旅立った。
黛に対して好意を抱いているように見えたが、実際は古美門に対して好意を抱いていたことが最終話で判明する。黛をNEXUSに引き抜いたのも、古美門をNEXUSに引き抜くための手段に過ぎなかった。
父は商社マン、母は児童文学者で、幼少期からイギリス、サウジアラビア、アメリカ合衆国などで暮らした帰国子女。その影響か、会話の端々に英語を交えたり、時々「サウジアラビアのことわざ」と自称する、実在するかも怪しいが尤もらしい諺を説得に用いたりする。
本田ジェーン（ほんだ ジェーン）〈33〉
演 - 黒木華（第2期）
所属弁護士。元検事で徳永光一郎毒殺事件を担当する醍醐の下で働いていた。羽生が考え目指す法律を実現する手伝いをしたいという思いで検事を辞め、NEXUS法律事務所に入所する。検事時代は眼鏡に黒い服装で声の小さい陰気な女性だったが、羽生についていく決意をしたとたんに眼鏡を外し、ヒッピー風のファッションと開放的な気性に変貌する。鳥取の山奥のヒッピー村出身。安藤貴和差し戻し裁判で古美門に完敗した後、自らの実力を悟り、元の陰気な性格に戻った。
磯貝邦光（いそがい くにみつ）〈45〉
演 - 古舘寛治（第2期 / スペシャルドラマ〈2014年〉）
所属弁護士。東京大学法学部卒業。徳永光一郎毒殺事件をきっかけに15年勤めた三木法律事務所を退所し、NEXUS法律事務所に入所する。三木法律事務所では刑事部門のエースと称されていたが、実際は勝ち目の無い敗戦処理ばかり担当させられていた。やや吃り気味で歯切れも悪く、弁護士としての腕は良いとは言い難い。NEXUSの中でも存在感が薄く、扱いは悪い。そのためか古美門からも「ガラクタ」呼ばわりされてしまっている。羽生、本田が事務所を去った後、NEXUSを引き継いだ。自分で考えたキャッチフレーズは「磯貝、タフガイ、ナイスガイ」。
「スペシャルドラマ（2014年）」の冒頭にも出演し、黛相手に勝訴している。

### その他
沙織（さおり）〈3〉
三木と古美門が決定的に決別した因縁の鍵を握る存在。
実は新薬を巡る訴訟の最中に、相手の製薬会社を不利に陥れるために三木と古美門らが投薬実験を行った。その結果沙織は死亡したが、実験の中止を求めた三木は、実験を完遂させた古美門を倒すことが沙織への贖罪であるという信念を持つ。
後にその正体はハムスターであった事が発覚する。
傍聴マニア
演 - 大槻一人（RIP SLYME）
古美門の裁判に度々訪れている男性。弁護士らの論争に耳を傾け、絵を描きながら楽しそうに傍聴している。
第2期では、NEXUSの清掃を担当している。
東京ヤクルトスワローズのファンだと思われる。第2期第4話では、古美門が落書きした羽生の紹介ボードを拭きながらロゴの入ったキャップを被り、口笛で東京音頭を吹いていた。
別府敏子（べっぷ としこ）〈35〉
演 - 広末涼子（スペシャルドラマ〈2013年〉 / 第2期第4話・第8話）
裁判官。クールな性格の持ち主で、古美門の最大の天敵。もともとバカンスで訪れたフランスのスキーリゾートで古美門にナンパされ食事の誘いにはのるものの肉体関係は拒否。
裁判における方針に偏りを指摘されることがしばしばあるが、本人は裁判官の仕事に強い誇りを持ち、公正な裁判を行っていると主張する。
スペシャルでは、小暮和彦におけるいじめ問題の訴訟裁判を担当した。裁判では、法廷での勝手な発言や姑息な活動を制止したのにも関わらず古美門は応じず、謝罪もせず、暴言を重ねたことにより「裁判を著しく乱した」との理由で監置を言い渡した。
再登場時には、隣人トラブルの民事裁判を担当し、再び古美門と対峙する。すでに刑事裁判では無罪判決が下されていた案件のため、その処遇に苦悩する。
その後、奥蟹頭集落を統括する地方裁判所へ異動しており、麻里奈が経営するスナックを営業停止にする民事調停に裁判官として出席。その場を取り仕切った。その際に、古美門から「田舎（の裁判所）に飛ばされた」と大笑いされた事で機嫌を損ね、古美門を部屋の壁際に立たせ、勝手な発言を禁止する処置をとった。
この民事調停後に再び異動命令が下っていた。
安藤貴和（あんどう きわ）〈35〉
演 - 小雪（第2期）
殺人容疑で死刑判決を求刑されている被告人。過去に結婚歴のある男性たちがそろって不審な死を遂げ、その多額な保険金の受取人となっており、交際相手の徳永光一郎を殺害し保険金を受け取った疑いを持たれている。一連の疑惑によりマスコミから「世紀の悪女」「美しすぎる死刑囚」としてバッシングを受けており、男性たちを陥落させた「高速回転三所攻め」 という技を持っていると報道され、古美門から弁護料として1億円とその性技を要求される。獄中にいるにも関わらず、古美門や黛が面会に訪れるたびにまるで心を見透かすような発言をして2人を動揺させることも。
蘭丸が起こした民事訴訟の証人尋問でさつきとの関係を古美門に暴露された後、自分の差し戻し裁判では、その証言を逆手に取り「保険金殺人を企てたのは事実だが良心の呵責により思い止まった。しかし気が動転したあまり徳永の家に毒物を置き忘れてしまい、その翌日に悲劇が起きた。」と供述し、無罪となった。
看守
演 - 上谷健一（スペシャルドラマ〈2013年〉 / 第2期）
東京拘置所看守。初出演はスペシャルで、古美門が別府から監置処分を受けた際に看守を務めた。その後、セカンドシーズンで安藤貴和の看守としてほぼ毎話登場している。第3話で古美門と黛が面会に来た時は貴和に手懐けられていた。
田中滋
演 - 小川あつし
裁判長。作中に登場する民事裁判を度々担当する。裁判官としては場の空気や私情にかなり流されやすいようで、古美門・黛の策略のカモにされつつある。「昭和の肝っ玉母さん」だった母親が老衰で他界している。
醍醐実（だいご みのる）
演 - 松平健（第2期）
安藤貴和裁判を担当する東京高等検察庁に所属する主任検事。地方から異動してきたベテランで、自身の周囲に氷点下になるほどの冷気を漂わせている。「私はもう長くない」など自分の死を匂わせる発言が口癖だが、根拠は無いに等しく、客観的には健康体。善良な国民の平穏を守るために、悪を挫き世の中を浄化する検察官の責務に誇りを持っている。古美門の屁理屈攻撃にも動じない冷徹な精神力の持ち主でもあり、東京高等裁判所の安藤貴和裁判で古美門を打ち負かし、その後、最高検察庁に異動し、最高裁判所での再戦時に古美門にPTSDを発症させるに至った。

### ゲスト
第1期 / スペシャルドラマ / 第2期 / リーガルハイ・スペシャル
複数話・単話登場の場合は演者名の横の括弧（）内に表記

#### 第1期（2012年）

##### 第1話
坪倉裕一
演 - 中村蒼
ガソリンスタンド店長殺害事件被告人。将来は大学に進学し博物館の学芸員を目指している。
バイト中の仕打ちに腹を立て、「ぶっ殺してやる」と呟く等、少々口が悪い。有罪判決を受け、最初は諦めの色を見せていたが、黛の熱意に当てられて無罪に前向きになる。しかし、短気というか気性の荒い性格のようで、自身の証言が崩されそうになると激しく取り乱す場面も見られた。最終的に無罪になるものの、白井警部に対して「次はお前をぶっ殺す」と呟く等、ただの口癖なのか犯人故の発言なのか定かではない一面を覗かせた。
杉浦
演 - 正名僕蔵（最終話にも出演）
担当検察官。これまで古美門に勝訴出来ず、自動ドアが開かないことを弄られており、唯ならぬ感情を抱いている。最終話に登場した際も、やはり自動ドアが開かなかった。
裁判長
演 - 窪園純一
担当裁判官。杉浦の異議を全力で「却下」している。
古美門のスポンサー会社の社長
演 - 山崎大輔
古美門法律事務所が悠々自適で暮らしていける資金源となる顧問弁護士契約をグループ会社で複数持っている。
しかし、専務が当該顧問契約を無駄使いとして糾弾し、社長交代を要求してきている。
同社の北村専務
演 - 福本伸一
上記会社の専務。社長交代を要求した処、古美門からホステスとの密会写真を見せられて手を引くように脅され一旦は手を引く。
しかし、エンディングではやれるものならやってみろと腹を括って社長交代を再度要求して実現させる。
古美門の用意したハニートラップ
演 - 福本幸子
上記の北村専務に古美門が送り込んだハニートラップ。
冒頭、黛が初めて訪問した時に、古美門に歓待されている謎の中国人女性である。
斎藤博也
演 - 六角慎司
弁護側証人。公園内の敷地でかしわ茶屋を営んでいる。事件当日、坪倉を目撃していたと証言する。
島村智子
演 - 波瑠
検察側証人。駒場芸術大学の学生。何気ない毎日をブログに書いている。
森田
演 - 山崎大輔
会社社長。古美門の顧客。
白井
演 - 中原丈雄
警視庁城西警察署刑事課警部。坪倉の取調べを担当したが、実際は恫喝まがいの手法で自供を得ていた。にもかかわらず、公判においては取調べに違法性のないことを証言した。しかし、自身を援護した署員の証言の矛盾を古美門に看破され、再度の証人尋問で自身の手法の問題点に対し尽く追及を受け、冷静さを保てなくなり取調べにおける前述の実態を漏らしてしまう。

##### 第2話
山内花江
演 - 福田沙紀
バンド「自爆魂」のヴォーカル荒川ボニータとして活動している。作詞作曲した「Don't look back」の著作権侵害を訴える。
ジャンゴジャンゴ東久留米
演 - 窪田正孝
「自爆魂」ギタリスト。元々5人グループだったが、それぞれ脱退して行き、現在はボニータと2人で活動を続けている。
石塚小枝子
演 - 早織
元「自爆魂」メンバーシャルロッド松戸。バンド脱退後、昼はピアノ講師、夜はキャバクラ嬢として忙しく働いている。
山内光男
演 - 野添義弘
花江の父。夫婦で豆腐屋を営んでいる。
娘のバンド活動を素直に応援出来ないでいるが、心ではエールを送っている。
山内和代
演 - 松本じゅん
花江の母。
岡部幸男
演 - 佐渡稔
「ディーバ・エンターテインメント音楽出版社」社長。葛西の腰巾着である。
柊しずか
演 - 友近
ヒット曲を連発している人気歌手。自身が歌う曲「あれは恋でした」が争点となるが裁判には出ていない。また、普段は和服で芸能活動している。
葛西サトシ
演 - 鶴見辰吾
音楽プロデューサー。年間で300近い曲を作成するヒットメーカー。柊のためにプロデュースした曲「あれは恋でした」が盗作疑惑で訴えられる。

##### 第3話
榎戸信也
演 - 永山絢斗
工場の派遣労働勤務。東京都公安委員会からつきまとい禁止命令を勧告されるが従わず、美由紀からストーカー規制法違反で告訴され、黛が国選弁護人となる。
村瀬美由紀
演 - 原田夏希
銀行員。勤めていた銀行内で他愛ない会話から榎戸と接点を持つが、後に付きまとわれるようになり、ストーカーだと警察に訴える。
相沢秀臣
演 - 東根作寿英
黛の早稲田大学時代の恩師。榎戸が起訴された裁判の担当検察官。黛に検察官に任官するべきだったと進言した。
牧野達哉
演 - 載寧龍二
名家の家柄。美由希とは大学時代に知り合い、結婚を前提に付き合いを進めて来た。式の途中で榎戸に彼女を略取される。
望月ミドリ
演 - 阿知波悟美
プロ野球「東京ゲッツ」のファン。汚い野次で球場から強制退去させられたことに怒り、球団側へ精神的苦痛による賠償請求の民事訴訟を起こす。

##### 第4話
大貫善三
演 - 大和田伸也（最終話にも出演）
建築訴訟を得意とする人権派の弁護士。ゼネコン業界の中で最も恐れられている。
過去に建築差止請求事件や多額の損害賠償金請求事件など多くの事案を勝訴に導いてきた。
桑田久美子
演 - 村井美樹
2年前に新居を購入し、まもなく産まれてくる子供と陽のあたる庭で遊ぶことが長年の夢だった。
自宅の近くで高層マンションの建設が始まり、自らの夢を実現するため、施工会社・島津エステートを相手に闘うことを決意する。
山田
演 - 徳井優
本池台地区自治会長。 住民の住環境を守るため、人権派弁護士・大貫に施工会社との交渉を依頼する。
島津
演 - 森富士夫
島津エステート社長。

##### 第5話
富樫逸雄
演 - 江守徹
花林工業から政治献金を不正に受け取った疑いで起訴され、政治資金規正法違反で実刑2年5ヵ月の有罪判決が下った大物政治家。
辰巳史郎
演 - 津田寛治
オールバックが特徴的な検事。東京地方検察庁特別捜査部のエース。過去に証拠の捏造の疑惑があり、被告人を有罪にするため、あらゆる手段を講じて追い詰めていく。
吉岡めぐみ
演 - 春木みさよ
富樫邸の家政婦。
江藤
演 - 河野洋一郎
富樫の政策担当秘書。国会議員になる夢を叶えるため、伊勢庄三郎議員の元へ移籍する準備を進めている。
向井義孝
演 - 戸田昌宏
元政治家秘書。度重なる勾留で疲弊し、家族を守るため富樫に不利な証言をする。
浅井信司
演 - 藤井宏之
政治家秘書。会計責任者。富樫が不利になる証拠を闇に葬り自殺する。

##### 第6話
圭子・シュナイダー
演 - 鈴木京香
古美門の元妻。現在はドイツ系アメリカ人の夫と再婚し、ニューヨークを拠点に企業法務系の弁護士活動を行っている。
かつての上司である三木の依頼で神林・岡崎夫妻の離婚訴訟において妻側の弁護を担当する。古美門と同様に偏屈な毒舌家で、古美門のウィークポイントを知り尽くしている。
古美門によると寝相が悪いらしく、また、金遣いもかなり荒く、古美門と離婚する前に住んでいた家の二部屋を埋め尽くす程の大量の靴を購入していた模様。
古美門は、自身の浮気が離婚の原因だと考えているが、実際には圭子も複数の男性と浮気していた。
神林彬
演 - 鈴木一真
作家。「絶望という名の希望」という作品で芥川賞を受賞する。妻の浪費癖やヒステリックさに悩まされている。
CM契約のため、おしどり夫婦を演じてきたが、限界まで達し、離婚を決断する。
岡崎安奈
演 - 青山倫子
元人気フリーキャスター。好きだった仕事を辞めてまで夫・彬に尽くして来たのだが、不貞行為を解消する気配もないことに苛立ち、離婚することを選択し多額の慰謝料を望み、三木に相談する。
ヒステリックで激昂すると手が付けられず、自分を罵倒した古美門に対しても容赦なくナイフを振りかざした。
後藤順平
演 - 中村祐樹
凛の夫。元プロ野球選手で、現在は年商3億円を稼ぐ鉄板焼き屋チェーン店のオーナー。「ナポリタンもんじゃ」がヒットし、一躍有名店に成長する。
小松凛
演 - 板東晴
安奈が以前所属していた事務所の後輩で元お天気キャスター。現在は結婚し、芸能界を引退している。
大塚広美
演 ‐ 川面千晶

##### 第7話
黛千春
演 - 木南晴夏
真知子の従姉妹。徳松醤油従業員。蟹頭村（かにこべむら）で生まれ育ち、都会に上京したことがない。素朴で心優しい性格をしており、病床で伏せている嘉平の世話を誰よりも親身に見ていた。
徳松紀介
演 - 丸山智己（幼少期：鈴木翼）
嘉平の次男。徳松醤油代表取締役。泰平、清江とは異母兄弟に当たり、自身曰く「俺は芸者の子」だと劣等感を持っている。私生活では妻と離婚し、多額の慰謝料請求に悩んでいる。
負債で傾いた会社を的確な経営手腕で立て直しており、老舗企業の代表に相応しい凄腕の経営者である。だがその一方では、経営維持のためにリストラなどの冷徹な手段を躊躇なく敢行するため、従業員からの人望はゼロに等しい。
田ノ下久作
演 - 山谷初男
徳松醤油顧問弁護士。遺産相続裁判に最も有利な清江の弁護を引き受ける。
徳松泰平
演 - 皆川猿時（幼少期：高澤父母道）
嘉平の長男。徳松醤油の多角化経営に失敗し、嘉平の怒りを買い放逐される。その後、事業を始めるが行き詰まり、父親の死を切っ掛けに徳松醤油 を手中に収めようと画策する。
徳松清江
演 - 宍戸美和公（少女期：石井晏璃）
嘉平の長女。徳松醤油の経営にはこれまで関与せず、自由奔放に生きてきた。自分の名前が記された法的に有効な年月日が新しい嘉平の遺言状を所持しており、多額の遺産を手に入れるために行動する。
徳松康子
演 - 枝元萌

徳松嘉平
演 - 菅登未男
徳松醤油三代目社長。由緒正しき名門と呼ばれる醤油醸造を一代で作り上げ、財を築いた後に老衰死する。
気まぐれな性格であり、その日その時の気分によって遺言状を乱発したため、今回の騒動を招いた。
徳松醤油従業員
演 - 伊吹吾郎
徳松醤油蔵元。服部と知り合い、意気投合する。

##### 第8話
古美門清蔵
演 - 中村敦夫（最終話にも出演）
古美門研介の父親。鹿児島在住。自宅の庭で行う木刀の素振りが日課。常に敬語を使って話している。長年、九州地方で検事として検察業務に従事し、数々の難事件を解決に導いており、安永親子親権問題で母親の代理人である三木に協力する。以前息子の研介が幼い頃に「サンタクロースは居ない」と言う発言で同級生の真弓を泣かせ、お詫びに真弓の好きなカステラを購入させ謝罪させに行かせるも、信念を曲げない息子に愛想を尽かし、突き放した。これが原因で確執となり別れて以来、久しぶりの再会だった。
実は服部とは旧知であり、別れた後も自分なりに息子の事を心配していた事から彼を事務員として息子の下に送り込んでいた。
安永メイ
演 - 吉田里琴（乳児期：米谷澪 / 幼少期：三栖苺永）
代表作「パパの恋人」などの出演作多数の子役女優。自身の人権を守るため、母親に対して家庭裁判所に親権停止の審判を申し立てる。
安永留美子
演 - 小沢真珠
娘・メイをプロデュースしている芸能事務所社長でステージママ。結婚する前は女優になる夢を抱いていたが、途中で挫折しその想いをメイに託している。娘が売れたことで、生活スタイルが一変し、娘に裁判を申し立てられる。
梶原努
演 - おかやまはじめ
大手芸能事務所から留美子に引き抜かれ、メイのマネージャーを務めている。
佐藤真弓
演 - 國光真央（みにちあ☆ベアーズ）
小学生時代、研介から「サンタクロースはいない」という発言 を受け、傷つき涙したクラスメート。この出来事が、研介が父親と別れて暮らす原因の一つとなるが、逆にメイがサンタクロースを信じたことが無いと知った際に研介がメイに「必ず勝とう。」と約束を交わすきっかけにもなった。

##### 第9 - 10話
有馬たね
演 - 左時枝（第9話のみ）
旧絹美村元村長夫人。夫は当時、仙羽化学の顧問弁護士であった古美門に懐柔され、建設計画を了承しており、現在は他界している。
様々な公害被害に見舞われ、自らも病に倒れたため、旧絹美村の未来を守るために仙羽グループに対抗出来る弁護士を東京から呼び寄せるよう村民に依頼する。
池部拓郎
演 - 神保悟志（最終話にも出演）
大手企業仙羽グループ会社・仙羽化学の社長。公害発生後は「村人は家族」「絆を育んできた」「心を一つに」などと主張している。
錦野春夫
演 - 二瓶鮫一
旧絹美村の元郵便局長。旧絹美村仙羽化学第四工場公害健康被害原告団リーダー。息子はホテルニュー南モンブランで副支配人をしている。
河田さと子
演 - 田根楽子
村民。かつては亡くなった夫と米を作り、生活のために農業とは別に夫婦で日雇いの仕事も勤め、家族を養ってきた。
郷田譲二
演 - 丹古母鬼馬二
村民。100ヘクタールもの土地を開墾した実績を持つ。
守口三郎
演 - 田村泰二郎
村民。元は小学校の校長を務めていた。
守口久子
演 - 吉田幸矢
三郎の妻。かつては旧絹美村近くのデパート化粧品売り場で働き、月間売り上げ記録を更新した。
清川
演 - 三井善忠
仙羽化学第四工場長。
富田康弘
演 - 伊藤幸純
旧絹美村の元商店街会長。衰退の一途を辿っていた村を元気にするため、活性化に繋げようと祭りを企画し、村興しに心血を注いできた。
板倉初江
演 - 川越たまき
村民。建築現場でクレーン車を動かし、6人の子供を立派に育て上げる。

##### 第10話
八木沼佳奈
演 - 田畑智子（最終話にも出演）
仙羽化学研究開発部主任。第四工場で生産されているカーボンXを開発した研究員。旧絹美村で発生している公害問題の全容を解明するため、古美門が接触を図る。異例の若さで出世したが、実はそれは社長の夜のお相手を勤めたからだと古美門に看破される。それを婚約者にばらすと脅されるも、「そんなことは彼も知っている」と動じなかった。
その後仙羽化学を退職し、フロンティアケミカルラボと雇用契約を結ぶが、存在しない部署に配置させられ、まともに研究成果をあげることもなく突然、解雇処分となる。
町村
演 - 横内正
化学専攻名誉教授。今回、仙羽化学第四工場で検出されたヘルムート38は有害物質とされている六価クロムに構造体が酷似しており、重篤な疾病を引き起こす要因であると法廷で証言する。
宇都宮
演 - 山田純大
化学専攻博士。町村名誉教授の研究チームに所属していたが、問題を起こし解雇されている。ヘルムート38は蓄積されにくい、排出されやすい物質だと説明し、毎日少量ずつ摂取していても人体に影響を及ぼすことはないと断言する。
出水舞
演 - 西原亜希
高校教師理科担当。町村名誉教授の研究チームで働いていたときに宇都宮からセクハラを受けていたが、彼と親しくしていたので痴漢行為だと騒ぐほどではなかったと話す。
鈴木正志
演 - 阪田マサノブ
医師。
ヘルムート・マイヤー
演 - Otto
ベルリン化学大学水質化学専攻准教授。ヘルムート38の発見者。ヘルムートと六価クロムは根本的には違う物質で、人体に影響を及ぼすかは研究過程にあるので明確には解明されていないと説明する。

##### 最終話
村上
演 - 近江谷太朗
バイオケミカル研究で成果をあげ、将来のノーベル化学賞候補だと言われている研究者。
フロンティアケミカルに所属していたとき、劣悪な環境にも負けず研究を続けていた。八木沼が訴えている不当な解雇は無かったと証言する。
金沢
演 - 榊英雄
元フロンティアケミカルラボ営業部社員。係長待遇で仙羽化学にヘッドハンティングされていたが、不当な扱いを受け、解雇されている。

石神勇気
演 - 東幹久
フロンティアケミカルラボ社長。仙羽化学社長の池部とは大学の先輩と後輩の関係であり、彼と共謀して八木沼に報復人事を行ったとされる。

#### スペシャルドラマ（2013年）
藤井みなみ（ふじい みなみ）〈27〉
演 - 榮倉奈々
公立うさぎがおか中学校2年C組担任教師で、合唱部顧問。高身長の美人教師で、生徒からも慕われていた。いじめが無かったと主張していたが、マスコミやネット上での批判が強まると自宅には無数の嫌がらせの紙が貼り付けられるようになる。法廷でも被告側の切り札として当初はいじめはなかったと証言するが、四年前、前任地の学校では正反対の性格であったこと、生徒から好かれる先生を演じていたのもいじめを否定していたのも、すべては生徒達の機嫌取りの為であったことを古美門に暴露されたことで怒り、「やめろ！」と叫んで本性を顕にし、教師としての理想と現実のギャップに苦しみ、挫折し、生徒や保護者、教育委員会に気を使うことしかできなくなっていったことを泣きながら打ち明け、いじめがあったことや、それを職員会議で報告したが黙殺されたことを認めた。証言を翻したことを別府裁判長に追及され、古美門が監置されるきっかけとなる。
証言は裁判を覆す決定打とはならなかったものの、学校側が不利になる発言をした為に他の教師や生徒達からは裏切り者扱いされ、無視されるなど、皮肉にも自らがいじめ同然の仕打ちを受ける事となり、合唱も行われなくなる。そうした状況を苦に休職に追い込まれ、自宅でガス自殺を図り、間一髪で黛に助けられる。
裁判終了後に辞職願を提出し、引き止められるもそのまま辞職した。生徒たちからは最後にもう一度合唱をしてくださいと言われ、指揮棒をもらったが、その指揮棒を一閃して植木の枝を切り、「次の学校で使えるな…」とつぶやくという『生徒から慕われる理想的な先生』を演じるのをやめた事を示唆させる吹っ切れた態度を見せ、そのまま合唱する事もなく、唖然とする生徒達を尻目に去って行った。
勅使河原勲（てしがわら いさお）〈65〉
演 - 北大路欣也
学校側代理人弁護士。60代にも関わらず司法試験を一発合格したという三木法律事務所所属の新人弁護士。
スポーツ万能でクレー射撃も実際のハンティングも名手、初めて古美門邸を訪問し宣戦布告の際仕留めたキジを持参するマナーの良さ。
過去に複数の起業し全て成功させ60歳で司法試験を現役合格、人格も良く裁判でも常に沈着冷静温厚な口調、最終的に敗北しても潔く退き弁護士として独立を宣言する。
小暮秀美（こぐれ ひでみ）
演 - 堀内敬子
和彦の母。息子のいじめ問題を立証するため、古美門を代理人に指名し、学校側を提訴する。
川田
演 - 遠山俊也
うさぎがおか中学校教諭。学校側の教師陣の代表的存在で、和彦のいじめ問題を全面的に否定する。
小暮和彦（こぐれ かずひこ）
演 - 末岡拓人
2年C組生徒。屋上から転落したことで重傷を負い、一時期、意識不明の状態に陥る。
青山瞬
演 - 岡山智樹
2年C組生徒。和彦をいじめていたとされる男子グループのリーダー。
高木健人
演 - 新田海統
佐々岡耕介
演 - 石橋樹
金森信
演 - 佐々木陽向
上記3名は2年C組生徒。いじめの疑いがある男子グループのメンバー。
阿部由美子
演 - 小野花梨
井上カオリ
演 - 伊藤沙莉
小田ひなこ
演 - 金子海音
役名不明
演 - 芳根京子
上記4名は2年C組生徒。和彦の同級生。
林（はやし）
演 - 高橋元太郎
うさぎがおか中学校用務員で、原告側証人。和彦がいじめに遭っていたことを、証言する。
田沼幸吉（たぬま こうきち）
演 - 木下貴夫
芸術家。醍碌寺の不動明王図に落書きをしたことから住職に訴えられ、黛が担当するが敗訴。

#### 第2期（2013年）

##### 第1話
土屋秀典（つちや ひでのり）
演 - 中尾明慶
徳永光一郎毒殺事件の証人。元メッキ工場作業員。控訴審で、勤務していた工場から盗んだ青酸化合物を貴和に売り渡したと証言。
南風るんるん
演 - 小島藤子
アイドル。彼氏いない歴22年と嘘をつき、ファンを騙していたことが週刊誌の記事で露呈し、コアなファンから訴えられる。
徳永さつき
演 - 内田愛（第2期第9話・最終話にも出演）
徳永の娘。父親と同じ毒入りスープを飲み、命の危機に晒されながらも一命は取り留めたが、その後心的外傷後ストレス障害を発症する。黛が受け取ったDNA鑑定の結果ではさつきは貴和が捨てた娘となっており、「さつきは父親が自分より貴和の方を選んだことに腹を立て、彼女を殺害するためにスープに毒物を入れ図らずも自分の父親を殺害してしまった」と推測していたが、DNA鑑定はしておらず書類も古美門が偽装したものであったため、さつきの親が誰なのかはあやふやのまま終わっている。
徳永光一郎（とくなが こういちろう）
演 - 宇納佑（第2期第9話・最終話にも出演
徳永通運社長。2年前、夕食時のスープに青酸化合物を入れられ、毒殺される。
この事件の顛末は上記の貴和の証言と、黛が青酸化合物の粉が入ったビンを裁判で見せ、その色がスープとよく似ていたことから「この粉を調味料と勘違いして起きてしまった不運な事故」ということになり、父娘の汚名をそそいだ。
川田博夫
演 - 下村彰宏
大学講師。安藤貴和と同じマンションの住人。本棚の中で検察側証拠と同じ瓶を発見したと証言。
- その他 - 佐々木省三（裁判長・安藤貴和に控訴棄却（死刑）を言い渡す）

##### 第2話
鮎川光
演 - 佐藤隆太
元コスモス・ゲート社長。インサイダー取引や25億円の所得隠しの罪状で収監される。服役後はマスメディアなどの約35件にも上る企業や個人に対し、名誉棄損として弁護士を雇わない本人訴訟で裁判を起こす。
動画の生放送に出演し、自分の主張は正しいとアピールするなど、訴訟相手に強い敵対心を持って裁判に臨んでいた。
玉川たま
演 - 谷村美月
漫画家。本名：平山やすこ。漫画作品の「破壊の天才」が鮎川の半生に酷似し、当人を中傷するエピソードが多く描かれているとして彼から名誉棄損で訴えられる。
猪野義孝
演 - 三宅弘城
職業は自称ブロガー で、ハンドルネームは「イノセントボーイ」。古美門からは「チェリーボーイ」（あるいは「チェリージジイ」）などとも呼ばれている。鮎川を酷評する内容のブログを書き、彼から名誉棄損で訴えられる。
青木
演 - とむ畑中
ガーデン出版漫画編集部。玉川の担当編集者。
平山
演 - 浜田道彦
玉川の父親。8年前は平山部品加工を経営していたが、鮎川に持ち株を騙し取られ会社は倒産する。

##### 第3話
熊井健悟
演 - 塚地武雅
黛の高校時代の同級生。帝日物産資源エネルギー部係長。両親や親族も皆不細工の家系で、産まれてくる子供には美形の容姿を望み、自己採点で100点満点だったほのかと結婚する。だが、妻が整形美人だとわかり愕然とする。それに対し古美門に離婚裁判を依頼し、当初は古美門の思考から断られるも裁判の相手が羽生と知った瞬間にあっさり受理された。
熊井ほのか
演 - 美波（高校時代：伊部葉子）
健悟の妻。旧姓：岸本。幼少期に不細工だと周りから罵られ、そんな自分を変えたいと美容整形を決意する。健悟に出会ってから本当に大切なのは容姿ではなく、純粋な心だと知る。

##### 第4話
西平なつ
演 - 佐藤仁美
隣人の東山家との騒音トラブルで争いごとが絶えなかったなか、ゴルフクラブで殴りかかってきた冬海を生花はさみで刺してしまう。刺傷事件の刑事裁判では正当防衛が認められ、無罪判決が下る。
隣人の東山家とは転居して来た日が同じだったり、家族構成が似ているといった共通点が幾つもあり、中学校受験を境にお互いの仲が悪くなるまでは家族ぐるみの付き合いをしてきた。冬海の嫌がらせから起きたと思われていた事件であったが、実は家庭内の不和から東山家を追い出そうと様々な案を画策し、放火紛いのことさえしでかしていたこと、並びに、本当はなつ自身が東山家に嫉妬を抱いていたことが明らかになった。結果、和解の中で引っ越しを決意していたことを打ち明ける。また、不和の一端であった夫・紀夫と離婚し、和解の条件であるバーベキューの最中に冬海から誘いを受け、改めて引っ越し先の同じマンションの隣人同士となる。
東山冬海
演 - 猫背椿
刺傷事件の判決が無罪という結果に納得がいかず、古美門を代理人に選出し、西平家に慰謝料請求や転居命令が下るよう民事裁判を起こす。
西平家に対して数々の嫌がらせ行為を行っており、チャンプの件（後述）の自作自演容疑なども明らかとなった。最終的に和解の中で事実上の勝利にも関わらず近くの分譲マンションに引っ越す旨を語り、和解条件であるバーベキューの最中に、なつに自身が引っ越す部屋の隣が空いていると相談をする。
西平紀夫
演 - 山本修
なつの夫。サラリーマン。順調に出世しつつあったが、会社の女性社員と不倫関係にあることを法廷にて明らかにされる。
羽生の介入により最終的になつと離婚し、慰謝料二千万を請求される。
東山弘
演 - 千葉ペイトン
冬海の夫。サラリーマン。西平家の夫とは違い、会社の経営不振によって減給されるものの、裁判の傍聴席で妻を見守り応援する。息子の弘夢と共に冬海にゴルフクラブをプレゼントしたことも。
チャンプ
演 - ティム
なつが防犯用に飼った犬。デッキブラシを持った相手（本件であれば冬海と古美門）を遊んでくれる人だと認識し、じゃれていた。その様子が襲っているように取られ、訓練施設へと送られた。
西平紀明
演 - 橋本智哉
なつ・紀夫の息子であり、弘夢の友人。ピアノでコンクールに優勝するほどの才覚を持つ。中学校受験で合格し、冬海の後押しを受けたなつによって私立中学に通う。しかし、学校に上手く馴染めずに塾をさぼりゲームセンターに入り浸っていた。また、なつによる放火の瞬間を目撃していたが、母親を想って黙秘していた。
弘夢と大喧嘩をしたことがあるが、原因は双方が母親から「（弘夢または紀明と）遊んではいけない」と言われたことであった。和解条件であるバーベキューの最中は、かつてのように仲良さげにはしゃいでいた。
東山弘夢
演 - 佐藤瑠生亮
冬海・弘の息子。紀明と共にピアノを習っていたが、早々に挫折しやめてしまった。弘と共にお小遣いを貯めて冬美にゴルフクラブをプレゼントしたこともある。紀明と大喧嘩をしたことがあるが、原因は双方が母親から「（弘夢または紀明と）遊んではいけない」と言われたことであった。和解条件であるバーベキューの最中は、かつてのように仲良さげにはしゃいでいた。

##### 第5話
黛素夫
演 - 國村隼
真知子の父親。真知子が現在の法律事務所に働き始めてからおかしな言動が目立つようになり、娘が働く職場はブラック企業ではないかと心配し、古美門の言動も含めて、職場環境を見極めるために古美門法律事務所を訪れる。
古美門からは「朝ドラヒロインのパパ」と呼ばれる。
田向学（たむかい まなぶ）
演 - 野村将希
16年前に「あじさい文具」が倒産寸前まで追い込まれていたときに書類などになにげなくいたずら書きをしていた犬のイラスト「おやじいぬ」が会社の危機を救い、会社がグローバル企業へと発展するきっかけを作る。
しかし、現在に至るまでその功績に見合った対価を得ておらず、古美門によって送り込まれた蘭丸に唆され会社側に対してライセンス料25億円を求める裁判を起こす。職場内での立場は会社側に損害を与えるミスを何度も繰り返し、幾つかの部署へと配置転換させられていた。
宮内（みやうち）
演 - 冨家規政
「あじさい文具」の元社長。のちの「アジサイカンパニー」社長。会社の苦しい時期も一緒に乗り越えた田向を仲間だと思っており、顧問弁護士ではなく和解裁判に定評がある「NEXUS」に助けを求める。
笠井（かさい）
演 - 梅沢昌代
水野（みずの）
演 - 越村公一
上記2名は「あじさい文具」の元社員。のちの「アジサイカンパニー」社員。
田向美絵
演 - 佐藤直子
学の妻。社宅住まいのため、夫が起こした裁判が始まってから、近所から嫌がらせを受ける。
大木和子（おおき かずこ）
演 - 小柳友貴美
「あじさい文具」の元パート社員。自分の描いた油絵が「おやじいぬ」のイラストに影響を与えたと述べる。NEXUS側の証言者。
田向百合子
演 - 星野綾那
学の娘。就職する会社は「アジサイカンパニー」に内定している。
栗田（くりた）
演 - 武藤心平
「アジサイカンパニー」社員。「あにげーたー」シリーズの考案者。古美門側の証言者。
藤原（ふじわら）
演 - 畠中正文
「アジサイカンパニー」社員。「まんとひひおじいちゃん」の考案者。古美門側の証言者。
久野（ひさの）
演 - 大村美樹
「アジサイカンパニー」社員。「おふくろう」の考案者及び「おやじいぬファミリー」の発案者。古美門側の証言者。

##### 第6話
北条愛子
演 - 鈴木保奈美
財務省官僚。一妻多夫制の考えを重んじ、日本の法律では重婚が認められていないため、婚姻届は提出せず事実婚の形式を取っている。だが、交際関係にある男性が不倫をすることは絶対に許せない。有能かつ責任感の強い女性で、収入は1000万円以上あり、家事も一切手抜きをせず、生活費や愛も分け隔てなく3家族に均等に分け与える。
嶋悟
演 - 林泰文
愛子の夫で小学校教諭。月・木の曜日に愛子と夫婦関係を営む。日曜日はイレギュラー日として、3家族で仲良く旅行に出掛けることもある。
宇田川栄一
演 - 池内万作
愛子の夫で鳶職。水・土担当。前妻は病気で他界し、その後愛子の最初の夫となる。
滝口哲平
演 - 矢柴俊博
愛子の夫で画家。火・金担当。滝口洋二・さき夫妻の長男として1971年10月2日に生まれる。海外留学を経験し、女性が複数の男性と関係を持つことに寛容な考えを持つようになる。
嶋澄江
演 - 高林由紀子
悟の母親。探偵事務所の調査により、息子の再婚した女性が複数の男性と交際関係にあることが判明し、問題を提起する。
根本尚美
演 - 玄覺悠子
宗太の母親で悟の元妻。実現したい仕事をやり遂げるために夫と離婚する。夫が再婚した相手との家庭環境に問題を感じ、子・宗太の親権者変更調停を起こす。
宇田川火星（うだがわ まーず）
演 - 青木柚
栄一の連れ子。
宇田川希星（うだがわ きらら）
演 - 内藤穂之香
宇田川姫冠（うだがわ てぃあら）
演 - 滝沢美結
上記2名は栄一・愛子との間に産まれた子供。
嶋宗太（しま そうた）
演 - 須田瑛斗
悟の連れ子。
滝口マリア（たきぐち マリア）
演 - 佐藤風和
哲平・愛子との間に産まれた子供。

##### 第7話
宇都宮仁平
演 - 伊東四朗
スタジオ小春日和代表。日本を代表するアニメーション映画界の巨匠。
郷田
演 - 橋本じゅん
挑発的な態度で陰部を晒した男性。毎週日曜日の午前7：00から10分間だけ自宅のカーテンを開けている。
穂積孝
演 - 近藤公園
スタジオ小春日和所属のアニメーター。劣悪な職場環境、低所得の賃金、監督の横暴な注文に耐え兼ねてスタジオを飛び出し、その後行方不明となるが青函トンネルを歩行中に保護される。監督からの謝罪や慰謝料などを求めて裁判を起こす。
大石佳苗
演 - 伊勢志摩
日曜礼拝へ向う途中に自宅内で陰部を晒した男性を目撃し、ショックのあまり男性恐怖症となり会社を休職、入会していた結婚相談所もやめる。精神的苦痛による慰謝料請求の民事裁判を起こす。
渡辺
演 - 江良潤
ラーメン店店主。当時飼っていたオカメインコが逃げ出した後、平野家に拾われたと主張し、インコ返還を求めて裁判を起こす。
平野里香
演 - 内田未来
オカメインコ「オードリー」の飼い主。両親が営むオーガニックカフェ「cafe pixy」の前でインコを保護する。

##### 第8話
赤松鈴子
演 - 角替和枝
「おざおざの森ふるさと館」館長。語尾に「ざに」と付けて話す方言が特徴。世界財産に登録された自然豊かな「おざおざの森」を守るため、自給自足の生活を続けている。
赤松麻里奈
演 - 遠野なぎこ
奥蟹頭集落反自然派団体リーダー。スナック「Ropongi Naito」ママ。
赤松恒夫
演 - 村杉蝉之介
鈴子の息子で麻里奈の元婚約者。奥蟹頭集落の窮屈な暮らしに嫌気がさし、故郷を捨て東京に上京する。
赤松昌夫
演 - 林和義
奥蟹頭集落村役場職員。鈴子の仲間。集落のほとんどの名字が赤松だが特に血縁関係はない。
赤松義文
演 - 友松栄
農家経営者。鈴子の仲間。
赤松祐介
演 - 戸辺俊介
食堂経営者。鈴子の仲間。
岩田尚之
演 - 永井努
環境省自然局自然地域環境課担当者。「おざおざの森」の世界財産認定を画策し、集落の人々に今までの都会的で便利な生活を捨てさせ、自然と共生する昔ながらの暮らしを提案する。
男性
演 - 仗桐安
男
演 - 篠原正明
上記2名はスナック「Ropongi Naito」の常連客 で、麻里奈と行動を共にする 奥蟹頭集落反自然派団体の一員。鈴子から「どぐざれもん」と呼ばれる。
女性
演 - 新野アコヤ
澁谷ヤングファッションセンター901女性店員。蘭丸から「ティファニーが似合う」と誘惑され、その夜に反自然団体の集会場である「Ropongi Naito」に行く。

##### 第9話
江上順子
演 - 犬山イヌコ
優慶大学付属小学校給食センター職員。毒殺事件が起きた徳永家の元家政婦で殺害遺体の第1発見者。
木村剛
演 - 小林勝也
最高裁判所第3小法廷裁判長。裁判官出身。安藤貴和裁判を担当。
板橋明美
演 - 深沢エミ
学者出身で、死刑判決に対して消極的な傾向を見せる最高裁判所判事。安藤貴和裁判を担当。
野村正武
演 - 加藤忠可
検察庁出身の最高裁判所判事。安藤貴和裁判を担当。検察出身ゆえに古美門に警戒された。
- その他 - 茂木和範、松本公成（弁護士出身の最高裁判所判事・安藤貴和裁判を担当）

##### 最終話
金崎正宗
演 - 浜田晃
暴力団「金崎組」組長。13年前に貴和と交際関係にあった。古美門に貴和とさつきとの関係の疑惑を黙殺するように脅迫した。
さと子
演 - 大塚良重
徳永さつきの伯母。徳永さつきを光一郎の死後引き取る。裁判で貴和と光一郎の関係を証言。
高木
演 - 森山米次
高木食堂店主。貴和の幼少時代を証言。
- その他 - 岡崎宏（差し戻し審担当の裁判長）、國本鍾建、森里一大、中山将志（金崎組組員）

#### リーガルハイ・スペシャル（2014年）
九條和馬
演 - 大森南朋
たかりの弁護士。さやかの依頼を受け医療過誤の裁判をすることとなる。しかし、裁判経験はほとんど無く、医療専門知識も乏しいため、尋問で吃ってしまうなど論戦に全く付いていけてなかった。しかし、途中から自らのたかりとしてのスタイルを改めて自覚し、被告側のスキャンダルを公判で次々暴露し、病院の評判を貶め、組織の壊滅に導く作戦に完全に転換し古美門と黛を追いつめていく。
中原さやか
演 - 吉瀬美智子
難病の夫を東都総合病院で失くした未亡人。医療過誤を疑い、九條に弁護を依頼する。過去に何度も交際相手へ言いがかりをつけ慰謝料をとるという生き方をしていた。
赤目好美
演 - 剛力彩芽
赤目義二の次女。広瀬の婚約者。
広瀬史也
演 - 東出昌大
東都総合病院の若手内科医。院長の娘・好美と婚約している。
赤目義二
演 - 古谷一行
東都総合病院院長。難病ハイムリック・ルーゴル症候群の権威。若い愛人をつくり、権力と利益を追求するなどの強欲な姿勢をマスコミに強調されてしまう。
岡部知恵
演 - 霧島れいか
東都総合病院看護師長。看護師の間で六代目と呼ばれる（院長の愛人六代目という意味）。
中原淳
演 - 内田滋
さやかの夫。ハイムリック・ルーゴル症候群の患者。東都総合病院に入院中、未承認の新薬Zmabを投薬した3日後心不全で死に至る。
東京地方裁判所民事部 裁判長
演 - 平賀雅臣
医療過誤訴訟の裁判長。
野々宮
演 - ホラン千秋
東都総合病院看護師。
藤森
演 - コトウロレナ
東都総合病院看護師。
青葉康文
演 - 山田明郷
なにわ病院内科部長。裁判の証人。
所慎平
演 - 夕輝壽太
製薬会社研究員。裁判の証人。
小林安代
演 - 小林きな子
東都総合病院元看護師。裁判の証人。
石井
演 - 三島ゆたか
黛が弁護する手話通訳。
高木健太
演 - 金時むすこ
東都総合病院元事務員。裁判の証人。
あおぞら交通 社長
演 - 十貫寺梅軒
九條和馬より脅されるタクシー会社社長。
沼井一郎
演 - 宮川浩明
医学博士。裁判の証人。
井上孝雄
演 - 足立学
薬学博士。裁判の証人。

## スタッフ
- 企画 - 成河広明（第1期・第2期・スペシャル2）、加藤達也（第1期・スペシャル1・2）
- 脚本・劇中曲作詞・キャラクターデザイン（第2期第5話[34]） - 古沢良太[35]
- 音楽 - 林ゆうき / 大野雄二（第1期第7話のみ）
- 演出 - 石川淳一、城宝秀則（第1期・第2期）、西坂瑞城（第2期）
- 主題歌
  - 第1期・スペシャル - PES from RIP SLYME「女神のKISS」[36]（unBORDE）
  - 第2期 - RIP SLYME「SLY」[37]（unBORDE）
  - スペシャル2 - ヘイリー・ウェステンラ「アメイジング・グレイス（AmazingGrace）」
- オープニングテーマ
  - 第1期・スペシャル - 小野恵令奈「えれぴょん」[38]（ワーナーミュージック・ジャパン）
  - 第2期 - 9nine「Re:」[39]（SME Records）
  - スペシャル2 - 加古隆「白い巨塔」
- 演出補 - 菊川誠、渡部篤史（第2期）
- 法律監修 - 森田貴英、室谷光一郎
- 裁判指導 - 萩原恵礼
- ヴァイオリン指導 - 中田裕一、皆川真里奈（第2期）
- 第1期協力スタッフ
  - 化学監修 - 影本浩
  - 中国語指導 - 湯亦晨
  - 武術指導 - 薬丸自顕流顕彰会
  - エステ指導 - 丹野佳子
  - パンク曲協力 - 上本篤
  - ポップス曲協力 - 櫻井真一
  - パンク演奏協力 - 多田RIKKI-8豊士、檜山祐次、白鳥幸太郎
- スペシャル協力スタッフ
  - 雪上吹替スキーヤー - 水落亮太、水落育美
  - 海外映像スキーヤー - 藤川健
  - スキー協力 - スキージャーナル
  - 合唱指導 - 本多数浩
  - ものまね指導 - よっぴ
  - 医療指導 - 佐々木理恵
  - リサーチ-中原祐
- 第2期協力スタッフ
  - 科学捜査協力 - 山崎昭
  - ダンス指導 - 村上洋子
  - 漫画制作協力 - 小手川ゆあ、礼泉堂
  - 太極拳指導 - 全日本柔拳連盟、日本太極拳協会
  - ドッグトレーナー - 横浜山口ドッグスクール
  - アニメ制作協力 - 東京デザイナー学院アニメーション科
  - ものまね指導 - 川倉正一
  - 法科捜査協力 - 古山翔平
- 選曲 - 大森力也
- 音響効果 - 大塚智子、猪俣泰史
- 劇中曲制作 - 櫻井真一
- スタントコーディネート - 釼持誠
- 操演 - 羽鳥博幸
- フードコーディネーター - はらゆうこ（第1期）、住川啓子
- エキストラ - 株式会社アルテミス　ほか
- オープニングタイトル - 山本雅之
- タイトルバック協力 - FILM、IMAGICA、studio SOLARI（第2期）
- VFX - 鴫原譲
- 映像協力 - KTS鹿児島テレビ（第1期第8・最終話）
- プロデュース - 稲田秀樹、成河広明（スペシャル・第2期）、山崎淳子（第2期）
- プロデュース補 - 鈴木里佳子
- 制作協力 - 共同テレビ（第2期）
- 制作 - 共同テレビ（第1期・スペシャル）、フジテレビ
- 著作 - 共同テレビ（第1期・スペシャル）、フジテレビ（第2期）

## 評価
2019年8月に行われ、300人が投票に参加した「弁護士ドラマ人気ランキング」では、『HERO』や『99.9 刑事専門弁護士』らを凌ぎ1位を獲得した。

## 受賞
リーガル・ハイ（連続ドラマ第1期）
- 2012年6月度ギャラクシー賞
- 第50回ギャラクシー賞 テレビ部門 選奨、個人賞（堺雅人）
- 第73回ザテレビジョンドラマアカデミー賞監督賞、脚本賞
- 東京ドラマアウォード2012優秀賞、主演男優賞（堺雅人）
- 第39回放送文化基金賞テレビドラマ番組部門本賞、脚本賞

リーガルハイ（連続ドラマ第2期）
- 第79回ザテレビジョンドラマアカデミー賞 最優秀作品賞、監督賞、脚本賞、主演男優賞（堺雅人）、助演男優賞（岡田将生）、助演女優賞（新垣結衣）

## パロディ・メタフィクション
実在する作品（『天才バカボン』 など）や人名（長澤まさみ、滝川クリステルなど）などの固有名詞が台本上に頻出する。また、シナリオの中で他作品のオマージュやパロディ、カメオ出演やメタフィクション発言が数多くある。以下、特記が無ければすべて連続ドラマ〔第1期〕のもの。

### 出演者に関する繋がり
最も取り上げられているものは里見浩太朗に関するもので、大和田伸也、伊吹吾郎、横内正、野村将希（第2期）演じる登場人物と里見浩太朗が共にカメラに収まるシーンでは、里見がかつて出演していたTBS系テレビ時代劇『水戸黄門』の主題歌「あゝ人生に涙あり」のイントロが流れるというパロディが挿入された（横内は本編での共演シーンはなし）（横内は初代、大和田は2代目、伊吹は3代目の格さん役として、里見が演じる2代目・助さんとコンビを組んでいて、野村は里見が助さんを演じた最終シリーズから柘植の飛猿役でレギュラー出演していた）。スペシャルドラマでは『水戸黄門』でうっかり八兵衛役を演じる高橋元太郎の登場シーンでも音楽イントロが流れ「うっかり」という台詞を発している。また、音楽は流されなかったが第1期第10話ゲストの横内（町村教授役）はテレビシリーズ版の初代・格さん（渥美格之進）を演じており、町村教授に反対意見を述べる山田純大（宇都宮博士役）は水戸黄門の初代・助さん（佐々木助三郎）を演じた杉良太郎の長男で、自身も4代目格さんを演じている。第1期最終話にゲスト出演した東幹久は6代目・助さんを演じていた。
時代劇からの引用が多く、中村敦夫の出演シーンでは『木枯し紋次郎』主題歌の「だれかが風の中で」のイントロ、松平健の出演シーンでは『暴れん坊将軍』のBGM が流されている。劇中でも松平健は場にそぐわない時代錯誤な単語（「不届き千万」など）を使う場面が多々ある。
また主演の堺自身も、第2期第1話終盤で「やられてなくてもやり返す。身に覚えの無い奴にもやり返す。誰彼かまわず…八つ当たりだ！」と叫ぶシーンがあり、堺が前クールで主演していたTBS系日曜劇場『半沢直樹』（以下、『半沢』）のパロディを自ら演じている。なお、『とくダネ!』がリーガルハイを取り上げた際、第1期第2話で古美門が『半沢』の舞台である「東京中央銀行」と同じ名前の銀行 の通帳を持っているシーンがあると出演者に指摘し、堺が「偶然」だと笑いながら答える場面もあった。また第2期第1話冒頭の古美門初登場シーンが真剣な顔のクローズアップから始まることから、「『半沢』のラストシーンから繋がっている」と話題になった が、この場面の撮影は最終回放映の前であり、チーフディレクターの石川によればこれも偶然だとしている。リーガル・ハイスペシャルにおいては『半沢』の放送前であるが「500倍返しだ！」と叫ぶシーンや、古美門が監置され謝罪するシーンでは深々と土下座し額を床にゴンと音がするまでひれ伏すシーンがあり、奇しくも『半沢』と酷似することになった。
そのほか、第1期第10話でヘルムート・マイヤー博士を演じたOttoは、劇中のセリフで「アンビリバボーの再現ドラマで見かけたことがありますよ」となじられるが、Ottoは実際に『奇跡体験!アンビリバボー』に出演したことがある。また、第1期最終話で大貫善三が「ゴジラとモスラを1度に相手にするようなものだ」と話す場面があるが、演じる大和田伸也は実際に歴代のゴジラシリーズに出演経験があり、『ゴジラvsモスラ』、『ゴジラ・モスラ・キングギドラ 大怪獣総攻撃』でゴジラとモスラを1度に相手にしたことがある。
またリーガル2スペシャルにおいて、剛力彩芽演じる赤目好美に古美門が「そうだよね〜」と言う場面での古美門の動きは、剛力彩芽の曲である「友達より大事な人」のダンスを模倣したものと思われる。

### 名作へのオマージュ
第1期第7話はストーリー全体が『犬神家の一族』のパロディとなっており、犬神佐清の白マスクをまねた白パックを沢地（小池栄子）がつけている描写をはじめ、井手（矢野聖人）がお湯に潜って2本足だけ突き出し古美門を驚かせるシーン、さらに中盤からは金田一耕助を模した衣装を堺雅人が着用して物語を進めるといった徹底ぶりであった（堺は第一期でこれが最も印象的な回だったとしている）。また大野雄二作曲の『犬神家の一族』主題曲、「愛のバラード」が次回予告・本編共に引用されている。ちなみに舞台は蟹頭郡蟹頭村（かにこべむら）だが、同じく金田一耕助の『悪魔の手毬唄』の舞台が鬼首村（おにこうべむら、おにこべむら）である。なお、前述の『国際ドラマフェスティバル in TOKYO』受賞発表式は、偶然にも司会が石坂浩二で、堺と『犬神家』パロディの話題で大いに盛り上がったという。
映画もモチーフとなっており、花嫁を教会から連れ出すシーンから始まる第1期第3話ではサイモン&ガーファンクルの「サウンド・オブ・サイレンス」が流れ（映画『卒業』）、村人が古美門に助けを乞うシーンが含まれる第9話では『七人の侍』の楽曲が挿入され、古美門も「野伏せりにでも襲われましたか？」と問うている。第2期でも第3話の冒頭では映画『ロッキー2』のテーマ曲を流しながらロッキー・ステップを再現しており、第6話冒頭で古美門と羽生が決闘する場面では『パイレーツ・オブ・カリビアン』の楽曲である「彼こそが海賊」も流されている。また、第2期第4話の「なぜデスパレートな関係になってしまったのか」というセリフは、海外ドラマである『デスパレートな妻たち』からの引用である。
2013年スペシャルのプロローグで服部（里見浩太朗）がスキーで脚負傷を装い別府敏子（広末涼子）に近づくのは「ピンクの豹」（1963）でチャールズ・リットン卿こと宝石泥棒 怪盗ファントマ（デヴィッド・ニーヴン） がダーラ王女（クラウディア・カルディナーレ）に近づく狡猾な手段のパロディ、同じく藤井みなみ先生（榮倉奈々）の髪型は「サウンド・オブ・ミュージック」（1965）のマリア・フォン・トラップを演じたジュリー・アンドリュースを意識している。
日本のテレビドラマからも多く引用されており、スペシャルドラマに登場した学校の教職員の中に、同じく古沢が脚本を手がけた『鈴木先生』に外見がそっくりのキャラクターが混ざっている ほか、古美門が教室で生徒たちに「人」という字の成り立ちを説明するシーンがある（『3年B組金八先生』）、2013年スペシャルの終盤に於ける藤井みなみ先生の人格が豹変しSが覚醒したキャラは榮倉奈々が前年に主演した「黒の女教師」を彷彿させる。第1期第8話では『オー!マイ・ガール!!』と同様に吉田里琴が周囲を振り回す生意気な人気子役に扮している。第2期第8話では『北の国から』のパロディが行われ、古美門、黛が劇中で純、蛍に扮した。
また、医療過誤がテーマとなっている第2期スペシャルでは、オープニングテーマが流れず、タイトルが縦書きになっている、エンディングテーマとしてアメイジング・グレイスが流れるなど、小説「白い巨塔」へのオマージュ、パロディが多く見られる。
漫画からも引用。スペシャルドラマで古美門の手をミック・ジャガー、黛の手をゲームセンターの腕相撲マシンのそれというシーンがある。これはジャガーとデヴィッド・ボウイに似た『バットマン』のライバルであるジョーカーのパロディ。第2期第3話は『ジョジョの奇妙な冒険』からジョジョ立ちを（共演の岡田将生からの提案だった）、第2期第7話では『新世紀エヴァンゲリオン』からセリフを引用している。
劇中、古美門が黛を「朝ドラのヒロイン」と揶揄することが定番となっているが、劇中にも朝ドラのヒロイン経験者の出演が多い（原田夏希、鈴木京香、田畑智子、榮倉奈々、遠野なぎこ）。また波瑠、芳根京子、伊藤沙莉の3人は、本作出演後に朝ドラヒロインに選ばれた。また、同様にヒロインではないが窪田正孝は『エール』にて男性主人公を演じている。さらに、黛の父・素夫を演じた國村隼は『芋たこなんきん』で「ヒロインのパパ」ではなく「夫」を演じている。

### ハイパーリンク
ハイパーリンクの手法が使われている。第1期第9話で古美門が沢地と密会するシーンで使用されている「BAR MIKAMI」、第2期第1話で黛が入るラーメン屋 は、堺の主演作である『ジョーカー 許されざる捜査官』にも登場している。

## その他

### エイプリルフールズ
2015年4月公開された日本映画『エイプリルフールズ』は、古沢良太によるオリジナル脚本で、石川淳一が初監督を務めるなど、『リーガルハイ』チーム制作による作品となり、また『リーガルハイ』に出演した里見浩太朗、生瀬勝久、小池栄子、岡田将生、矢野聖人、大和田伸也らも主要人物として出演する。
特に小池栄子演じた「パンクの女」は、ワンシーンのみの登場ながら「三木先生にまた嫌味を言われる……」と、沢地君江を彷彿とさせるセリフとなっている（ただ沢地とキャラクターが大幅に異なる）。衣装合わせの段階で小池の役が沢地とほぼ同じ服装になったこともあるといい、脚本にはなかったが小池がアドリブで「井手くーん!」と叫んだセリフも本編で採用された。

### コンフィデンスマンJP
同じく古沢が脚本を担当する「コンフィデンスマンJP」の第7話にて、長澤まさみ演じるダー子と東出昌大演じるボクちゃんが偽の新郎新婦を演じた際、ボクちゃんが「（相手が）ガッキーだったらな…」と嘆くシーンがある。本作にも、第1期の10話にて堺演じる古美門が新垣演じる真知子に対し「（相手が）長澤まさみだったらなぁ～!」と嘆くやりとりがあったため、ちょうど互いに相手の役者を言い合っている形となり視聴者の間で話題となった。このセリフは、事前に新垣から許可を得たものであったという。
尚、東出は本作のスペシャル放送にも出演している。

### リメイク
2019年2月8日より、韓国のケーブルテレビ局JTBCにおいて、リメイク作品が放送されている。#韓国版参照。

## 放送日程

### 第1期
- 第1話は15分拡大で21:00 - 22:09に放送。
- 第8話は「2012ロンドンオリンピックバレーボール世界最終予選男子 日本×韓国」中継延長のため21:55 - 22:49の放送。

| 各話                                                           | 放送日        | サブタイトル                                                                 | 演出     | メインゲスト                                   | 視聴率 |
| -------------------------------------------------------------- | ------------- | ---------------------------------------------------------------------------- | -------- | ---------------------------------------------- | ------ |
| 第1話                                                          | 2012年4月17日 | 最高でもサイテーの弁護士 愛も法も嘘をつく!?                                  | 石川淳一 | 中村蒼 正名僕蔵 中原丈雄 波瑠                  | 12.2%  |
| 第2話                                                          | 4月24日       | 著作権訴訟はカネになる!?                                                     | 石川淳一 | 福田沙紀 友近 窪田正孝                         | 12.1%  |
| 第3話                                                          | 5月01日       | 初恋かストーカーか? 号泣の恋愛裁判!?                                         | 城宝秀則 | 永山絢斗 原田夏希                              | 11.2%  |
| 第4話                                                          | 5月08日       | 太陽を返せ! マンション裁判仁義なき戦い                                       | 城宝秀則 | 大和田伸也 村井美樹                            | 12.3%  |
| 第5話                                                          | 5月15日       | 期限は7日! 金か命か!? 悪徳政治家を守れ                                       | 石川淳一 | 江守徹 津田寛治                                | 10.9%  |
| 第6話                                                          | 5月22日       | DV? 二股? 流血の離婚裁判 刺客は元妻                                          | 城宝秀則 | 鈴木京香 鈴木一真 青山倫子                     | 11.6%  |
| 第7話                                                          | 5月29日       | 骨肉の相続争い! 醤油一族に潜む秘密と嘘                                       | 石川淳一 | 木南晴夏 伊吹吾郎                              | 14.2%  |
| 第8話                                                          | 6月05日       | 親権を奪え! 天才子役と母の縁切り裁判                                         | 城宝秀則 | 中村敦夫 小沢真珠                              | 14.5%  |
| 第9話                                                          | 6月12日       | 恩讐の村人よ…美しき故郷を取り戻せ!!                                          | 石川淳一 | 左時枝 神保悟志                                | 12.8%  |
| 第10話                                                         | 6月19日       | 破産か5億か!? さらば誇り高き絆の里                                           | 城宝秀則 | 田畑智子                                       | 12.0%  |
| 最終話                                                         | 6月26日       | 内部告発者を不当解雇から救え!! 最強の弁護士がついに敗北!? 真実は常に喜劇だ!! | 石川淳一 | 田畑智子 正名僕蔵 大和田伸也 中村敦夫 神保悟志 | 13.4%  |
| 平均視聴率 12.5%（視聴率はビデオリサーチ調べ、関東地区・世帯） |               |                                                                              |          |                                                |        |

### スペシャルドラマ
- 「土曜プレミアム特別企画」で21:00 - 23:10に放送された。
- 中学校のいじめ問題をテーマにコメディタッチで描く。
- レギュラーメンバーは全員続投する[2]。

| 放送日         | サブタイトル                                                                                             | 演出     | メインゲスト                 | 視聴率 |
| -------------- | --- | -------- | ---------------------------- | ------ |
| 2013年04月13日 | 大人気法廷コメディ完全新作 慰謝料1億円で学校を訴えろ!! 闇の首謀者と微笑の女教師…隠された真実と裁判長の闇 | 石川淳一 | 榮倉奈々 広末涼子 北大路欣也 | 13.5%  |

### 第2期
- 第1話・最終話は30分拡大で22:00 - 23:24に放送。
- 2013年12月4日は『2013 FNS歌謡祭』（19:00 - 23:18）のため休止。

| 各話                                                           | 放送日         | サブタイトル                                                                      | 演出     | メインゲスト               | 視聴率 |
| -------------------------------------------------------------- | -------------- | --------------------------------------------------------------------------------- | -------- | -------------------------- | ------ |
| 第1話                                                          | 2013年10月09日 | 完全復活・古美門研介! すべては依頼人のために無敗の弁護士が非道の悪人に立ち向かう! | 石川淳一 | 中尾明慶                   | 21.2%  |
| 第2話                                                          | 10月16日       | 逆ギレ天才起業家〜"つぶやいたら"名誉毀損?                                         | 石川淳一 | 佐藤隆太 谷村美月 三宅弘城 | 16.8%  |
| 第3話                                                          | 10月23日       | 顔か? 心か? どちらを選ぶ? 前代未聞の整形裁判                                      | 城宝秀則 | 塚地武雅 美波              | 18.5%  |
| 第4話                                                          | 10月30日       | お隣り付き合いは蜜の味!? 嫉妬渦巻く隣人裁判!!                                     | 西坂瑞城 | 佐藤仁美 猫背椿            | 18.3%  |
| 第5話                                                          | 11月06日       | 権利は誰のもの? 窓際社員のキャラクター裁判!!                                      | 石川淳一 | 國村隼 野村将希            | 18.3%  |
| 第6話                                                          | 11月13日       | 新しい愛の形か重婚か!? 訴えられた妻は夫が3人                                      | 城宝秀則 | 鈴木保奈美                 | 17.7%  |
| 第7話                                                          | 11月20日       | 天才か暴君か!? 世界的アニメ監督パワハラ裁判!!                                     | 西坂瑞城 | 伊東四朗 橋本じゅん        | 17.7%  |
| 第8話                                                          | 11月27日       | 世界に誇る自然遺産を守れ!! 住民訴訟驚きの真実                                     | 石川淳一 | 角替和枝 遠野なぎこ        | 16.2%  |
| 第9話                                                          | 12月11日       | ついに最高裁! 例え全国民が敵でも必ず命を救う                                      | 城宝秀則 | 犬山イヌコ 小林勝也        | 18.4%  |
| 最終話                                                         | 12月18日       | 二転三転する最後の法廷!! 執念で救え依頼人!! 真実は悲劇か喜劇か!?                  | 石川淳一 | -                          | 18.9%  |
| 平均視聴率 18.4%（視聴率はビデオリサーチ調べ、関東地区・世帯） |                |                                                                                   |          |                            |        |

### リーガルハイ・スペシャル
- 「土曜プレミアム特別企画」で2014年11月22日の21:00 - 23:10に放送された[65]。
- 解説放送を実施。

| 放送日         | サブタイトル                                                                                               | 演出     | メインゲスト                                   | 視聴率 |
| -------------- | --- | -------- | ---------------------------------------------- | ------ |
| 2014年11月22日 | 大人気法廷ドラマ完全新作!! 大病院で起きた突然死 隠された医療ミス!?…愛憎が渦巻く白い巨塔 崖っぷち裁判の行方 | 石川淳一 | 大森南朋 吉瀬美智子 剛力彩芽 東出昌大 古谷一行 | 15.1%  |

## 韓国版
韓国JTBCにて、2019年2月8日から3月30日まで放送された。全16話。

### 登場人物
- コ・テリム：チン・グ（古美門研介に相当）
- ソ・ジェイン：ソ・ウンス（黛真知子に相当）
- カン・ギソク：ユン・パク（羽生晴樹に相当）
- パン・デハン：キム・ビョンオク（三木長一郎に相当）
- ク・セジュン：イ・スンジェ（服部に相当）
- キム・イス：チャン・ユサン（加賀蘭丸に相当）
- ト・ムンギョン：チョン・ウンチェ（別府敏子に相当）
- ユン・ドヒ：サヒ（安藤貴和に相当）

## 関連商品
- DVD・Blu-ray
  - リーガル・ハイ DVD・Blu-ray BOX（2012年12月5日発売、TCエンタテインメント）
  - スペシャルドラマ「リーガル・ハイ」完全版 DVD・Blu-ray（2013年8月7日発売、TCエンタテインメント）
- サウンドトラック
  - フジテレビ系ドラマ「リーガル・ハイ」オリジナルサウンドトラック（2012年5月30日発売、ポニーキャニオン）
  - フジテレビ系ドラマ「リーガルハイ」ミュージックコレクション（2013年11月27日発売、ポニーキャニオン）
- 公式書籍
  - 「リーガル・ハイ」公式BOOK 古美門研介 草創記（2012年5月30日発売、角川マガジンズ）ISBN 978-4-04-895456-3
  - 「リーガルハイ」公式BOOK 古美門研介 再会記（2013年10月22日発売、角川マガジンズ）ISBN 978-4047313033
  - 「リーガルハイ」公式BOOK 古美門研介 没頭記（2013年11月21日発売、角川マガジンズ）ISBN 978-4047313040
  - an・an PLUS×リーガルハイ 伝え上手になる話し方（2013年10月2日発売、マガジンハウス〈マガジンハウスムック〉）ISBN 978-4838788798 - 雑誌『an・an』とのコラボレーション本。キャスト・脚本家インタビューのほか会話に関する実用書となっている。
- ノベライズ
  - いずれも古沢良太・脚本、百瀬しのぶ・ノベライズ、扶桑社刊。
  - 「リーガル・ハイ」ノベライズ（2012年6月27日発売）[67]
  - リーガルハイ シーズン1（2013年8月28日発売、扶桑社文庫）ISBN 978-4594069001 - 上記文庫版
  - リーガルハイ SP（2013年8月28日発売）ISBN 978-4594069018
- シナリオ収録
  - 雑誌『月刊ドラマ』2012年7月号（映人社） - 連続ドラマ第1期の1・5話シナリオを収録
  - 雑誌『月刊ドラマ』2013年5月号（映人社） - 『スペシャルドラマ リーガル・ハイ』シナリオを収録
  - 雑誌『月刊ドラマ』2013年12月号（映人社） - 連続ドラマ第2期の第1話シナリオを収録